# ژان استوتزل
ژان استوتزل، (فرانسوی: Jean Stoetzel‎; متولد ۲۳ آوریل ۱۹۱۰ - درگذشته ۲۱ فوریه ۱۹۸۷)، جامعه‌شناس فرانسوی است که پژوهش‌های او در ارتباط با نظرسنجی و روانشناسی اجتماعی ارتباطات است. او در فرانسه به عنوان بنیان‌گذار روش نظرسنجی شناخته می‌شود. وی عضو فرهنگستان علوم اخلاقی و سیاسی فرانسه نیز بود.